# 斯蒂芬·惠勒·唐尼
斯蒂芬·惠勒·唐尼（英語：Stephen Wheeler Downey；1839年7月25日—1902年8月3日），是一位美國共和黨的政治人物，曾在1879年至1881年擔任懷俄明領地眾議院議會代表。

## 生涯
唐尼生於馬利蘭州西港，1861年他加入波托馬克主旅馬里蘭第三步兵團成為列兵，並成功晉升為中尉、中校和上校。他因持續戰鬥而導致傷勢過重，直到哈珀斯費里戰役後才出院。後來他修讀法律，在1863年到華盛頓特區加入律師行列。
1869年，他移居到懷俄明領地；在拉勒米繼續法律事業。同年至1870年，他擔任奧爾巴尼縣的檢察官；亦在拉勒米還開設了測量辦公室，1870年至1873年間接手了六個政府測量合同。唐尼也分別於1871年、1875年及1877年當選為懷俄明領地議會議員；1872年至1875年擔任領地財務秘書以及1877年至1879年擔任領地稽核員。
1879年到1881年，他成為共和黨籍美國國會懷俄明領地議會代表，後於1886年及1890年兩度當選懷俄明領地眾議院議員，又於1889年參與制訂懷俄明州的憲法。1893年至1895年，他當選為懷俄明州眾議員，並在1895年成為州眾議院議長。
1886年，唐尼發起創建懷俄明大學，獲得了「懷俄明大學之父」的稱呼；自1891年到1897年，他是大學的校董及校長。之後自1899年到他逝世，他都是擔任奧爾巴尼縣的檢控官。

## 家庭
唐尼在1872年拉勒米與伊万傑琳·維多利亞·歐文（Evangeline Victoria Owen；1853－1937）結婚，他們共有10名子女。他的兒子謝里登·唐尼（Sheridan Downey；1884－1961)是加利福尼亞州的律師合和聯邦參議員；女兒瓊·埃塔·唐尼博士（Dr. June Etta Downey；1875－1932）則成為心理學家，在懷俄明大學擔任心理學及哲學教授。
唐尼家族論文（The Downey Family Papers；1866－1997），現存於美國懷俄明州大學的美國遺產中心檔案館。

## 外部連結
- 在Find a Grave上的斯蒂芬·惠勒·唐尼
- Bureau of Land Management Wyoming Cadastral Survey: Stephen W. Downey. Retrieved May 28, 2006.
- DOWNEY, Stephen Wheeler－美國國會國家人物傳記大辭典 - From the Biographical Directory of the United States Congress.
- Thompson, Saban (2004). "Wyoming Photo History: Colonel Stephen Wheeler Downey". Retrieved May 28, 2006. - Includes a photo of Stephen Wheeler Downey.

| 美国众议院                  | 美国众议院                                       | 美国众议院                |
| --------------------------- | ------------------------------------------------ | ------------------------- |
| 前任者： 威廉·惠靈頓·科利特 | 懷俄明領地單一國會選區 眾議院代表 1879年－1881年 | 繼任者： 莫頓·艾夫奧·普斯 |